# The Silent Voice
The Silent Voice è un film muto del 1915 diretto da William J. Bowman. La sceneggiatura di I.K. Freedman e Eve Unsell si basa sull'omonimo lavoro teatrale di Jules Eckert Goodman andato in scena a New York il 29 dicembre 1914.

## Trama
Franklyn Starr, dopo la morte della madre che viveva con lui, diventa un incurabile misantropo . L'uomo, un ricco musicista, perde l'udito e, insieme a Spring, il suo fedele domestico, vive da recluso in una casa isolata. Durante una passeggiata, un giorno che alcuni operai lavorano adoperando la dinamite, Starr non sente gli avvertimenti che gli sono rivolti e viene salvato da una frana dall'intervento provvidenziale di Marjorie Blair. Conoscere la bella Marjorie è la migliore delle cure per la misantropia di Starr che si innamora di lei e presto la sposa. Tutto sembra procedere felicemente. Ma, un giorno, il musicista scopre la moglie abbracciata a suo cugino, Bobbie Delorme. Equivocando il loro abbraccio, Starr crede che Marjorie lo tradisca. L'amarezza ritorna a dominare la sua vita e lui si ripromette, per vendicarsi della vita che si sta dimostrando così ingrata per lui, di distruggere tutto ciò che di bello e di pulito lo circonda. In un parco vicino, sotto l'immagine di piacevole serenità che il posto offre a un occhio distratto, si cela un luogo di povertà, di vizio e di criminalità. Attraverso un binocolo, con il quale spia i frequentatori del parco, Starr legge sulle labbra di un giovane una preghiera per poter avere il denaro necessario per andarsene. Cinicamente, Starr comincia ad aiutare la gente del luogo fino al momento in cui si rende conto che sta diventando "un agente di Dio" e riacquista nuovamente la gioia di vivere. Scopre anche l'innocenza di Marjorie che lo porta a riconciliarsi con la moglie. La felicità sarà completa quando uno specialista riuscirà, con un'operazione, a ridargli l'udito perduto.

## Produzione
Il film, prodotto dalla Quality Pictures Corporation, è l'adattamento cinematografico di un lavoro teatrale di Jules Eckert Goodman tratto a sua volta da un racconto di Gouverneur Morris. La pièce, andata in scena al Liberty Theatre di Broadway aveva come protagonista il famoso attore Otis Skinner.

## Distribuzione
Il copyright del film, richiesto dalla Metro, fu registrato il 13 settembre 1915 con il numero LP6445. Nello stesso giorno, distribuito dalla Metro Pictures Corporation, uscì nelle sale cinematografiche statunitensi. Il film venne proiettato in anteprima a Chicago e a New York in una versione di sette rulli, per essere poi ridotto in sei bobine per la distribuzione generale.
Non si conoscono copie ancora esistenti della pellicola che viene considerata presumibilmente perduta.